# Sécheresse (roman)
Sécheresse (titres originaux : The Burning World / The Drought) est un roman de science-fiction de J. G. Ballard, publié en 1964.

## Publications

### Publications aux États-Unis
Le roman a été publié aux États-Unis en 1964 chez Berkley Medallion sous le titre The Burning World (« Le Monde qui brûle »). Par la suite, le roman a toujours été publié sous le titre The Drought (« La Sécheresse »).

### Publications dans les pays francophones
Le roman a été publié chez Casterman dans la collection Autres temps, autres mondes en septembre 1975.
Il a été publié par la suite chez Le Livre de poche en 1977, chez Presses Pocket en 1986, chez Denoël en 2008 et chez Gallimard en 2011.

### Publications dans d'autres pays
Le roman a été publié  : 
- en langue néerlandaise sous le titre De Brandende Aarde (1967)
- en langue allemande sous le titre Welt in Flammen (1968)
- en langue italienne sous le titre Terra bruciata(1989)

## Résumé
Sur une planète Terre où la pollution et la radioactivité ont entraîné la cessation des pluies depuis une dizaine d'années, les populations vivent avec difficulté, ou meurent lentement de soif. Les humains qui survivent luttent les uns contre les autres : l'homme est devenu un loup pour l’homme… Alors que certains mènent une lutte illusoire pour préserver la civilisation, d'autres s'enfoncent dans le mysticisme et d'autres, enfin, laissent libre cours à leur instinct de destruction.
Le héros du roman, le docteur Charles Ransom, va tenter de lutter contre cette fatalité…

## Distinction
- Le roman est cité en 1981 par Annick Béguin comme étant l'un des « 100 principaux titres de la science-fiction ».